# Якушенко, Евгений Иванович
Якушенко Евгений Иванович (род. 1 июня 1961, Бабиновичи, Витебская область, Белорусская ССР, Белорусская ССР, СССР) — профессор, доктор технических наук, академик РАН, в 2012—2019 годах начальник Военно-морского политехнического института.

## Краткая биографическая справка
Евгений Иванович Якушенко родился 1 июня 1961 года в посёлке Бабиновичи Лиозненского района Витебской области.
Окончил с отличием Высшее военно-морское инженерное училище имени Ф. Э. Дзержинского в 1984 году.
С 1984 по 1990 год проходил службу на кораблях Балтийского флота в должностях: командир электромеханической боевой части, заместитель командира по специальным измерениям кораблей специального назначения.
В 1990 году поступил и в 1993 году с отличием окончил Военно-морскую Академию им. Н. Г. Кузнецова. Учась в Академии подготовил кандидатскую диссертацию на тему: «Повышение стабильности магнитного поля дизельных подводных лодок за счёт электромагнитоупругой обработки», которую успешно защитил в диссертационном совете Академии в октябре 1993 года.
С 1993 года по 1998 год Е. И. Якушенко — преподаватель, доцент, докторант, начальник кафедры физических полей и защиты кораблей Высшего военно-морского инженерного училища им. Ленина. Во время учёбы в докторантуре подготовил и в июне 1998 года защитил докторскую диссертацию.
С 1998 года состоял в должности начальника кафедры физических полей и защиты кораблей Военно-морского инженерного института, созданного в результате слияния двух высших военно-морских училищ: ВВМИУ им. Ф. Э. Дзержинского и ВВМИУ им. Ленина.
В 2000 году назначен на должность заместителя начальника ВМИИ по учебной и научной работе.
С февраля 2009 года — исполняющий обязанности, а с 01.06.2012 года — начальник Военно-морского инженерного института.
С 01.07.2012 года по 2019 год — начальник Военно-морского политехнического института ВУНЦ ВМФ «ВМА», образованного в результате слияния Военно-морского инженерного института и Военно-морского института радиоэлектроники им. А. С. Попова.
С 2020 года и по 2023 год — заместитель генерального директора по инновациям в АО «НПО СПЕЦМАТЕРИАЛОВ».
Доктор технических наук (1998 г.). Профессор (2000 г.). Член-корреспондент РАН (2011), академик РАН (2016).
Е. И. Якушенко является соавтором более трёхсот научных работ, в том числе 5 учебников, 23 учебных и учебно-методических пособий, 7 монографий, 3 авторских свидетельства.
Много лет был председателем диссертационного совета, членом экспертного совета ВАК РФ по проблемам флота и кораблестроению.
Награжден орденом Почёта, Почётной грамотой Президента Российской Федерации.
28 ноября 2023 года  Е. И. Якушенко осужден Первым западным окружным военным судом на 10 лет лишения свободы по ст.159ч.4, ст.290ч.6 УК РФ. 11 июня 2024 года судом была рассмотрена апелляционная жалоба. Приговор оставлен без изменений.

## Основные научные результаты
Все научные работы были написаны в соавторстве или в составе научных коллективов, основными направлениями научной деятельности которых являлись: повышение эффективности эксплуатации вооружения и военной техники, тактическая маскировка кораблей ВМФ, управление физическими полями и теория магнитомеханического гистерезиса.
- решена проблема оценки и компенсации изменений остаточных намагничиваний находящихся в эксплуатации подводных лодок при плавании в неограниченном районе.
- разработана теория магнитоупругого гистерезиса, базирующаяся на моделях Вебера, Максвелла, Прейзаха;
- выведены аналитические выражения, описывающие процесс намагничивания ферромагнетика по промежуточной и предельной кривым;
- предложены и обоснованы фазовые диаграммы магнитного состояния ферромагнитного тела в координатах механических напряжений и постоянного магнитного поля; получено уравнение фронта перемагничивания фазовой диаграммы;
- предложен теоретико-статистический метод оценки магнитного состояния поликристаллического ферромагнитного тела, учитывающий его магнитную предысторию, величину и последовательность приложения механических напряжений и постоянного магнитного поля;
- разработаны и предложены критерии и условия магнитомеханического подобия, обеспечивающие физическое моделирование магнитоупругого гистерезиса;
- обоснована концепция рассредоточенных мобильных стендов для измерения магнитных характеристик кораблей и судов, получившая подтверждение в ходе натурных испытаний;
- сформулирована методология и разработаны основы программно-методического обеспечения прогнозирования изменений магнитного состояния подводных лодок в процессе плавания.

Под руководством и участии Е. И. Якушенко спроектирована и построена многофункциональная уникальная лаборатория, позволяющая наряду с возможностью выполнения фундаментальных исследований в области физических полей изучать методы и способы защиты кораблей и судов по основным физическим полям: гидроакустическому, магнитному, электрическому, низкочастотному электромагнитному; отрабатывать умения и навыки по эксплуатации средств защиты надводных кораблей и подводных лодок по физическим полям. Кроме того, в лаборатории изучается вся основная измерительная и анализирующая аппаратура для контроля уровней физических полей кораблей.
Уникальность лаборатории определяется местом её расположения, характеризующимся низким уровнем естественных и промышленных помех, что очень важно для получения достоверных результатов научных исследований, и индивидуальностью созданных учебных стендов и тренажёров.
Так, например, учебный стенд для измерения и анализа магнитного поля кораблей, их электромагнитной обработки отличается от существующих тем, что он, во-первых, метрологически аттестован, во-вторых, имеет канал автоматизированной обработки измерительных характеристик магнитного поля корабля и, в-третьих, снабжён аппаратурой типа «Грань-А», находящейся на вооружении ВМФ (ранее использовались аналоги данной аппаратуры).
Тренажёр «Док-камера» позволяет моделировать погружения подводных лодок в любом районе Мирового океана с целью изучения закономерностей изменения их магнитного поля и повышения стабильности магнитного состояния. Подобный стенд имеется только в ЦНИИ им. академика А. Н. Крылова.
Учебный стенд регуляторов тока размагничивающих устройств (РУ) надводных кораблей и подводных лодок оснащён моделью отсека надводного корабля, моделью отсека подводной лодки, снабжённых корабельными коробками РУ, регуляторами тока типа «Кадмий Р» и «РТКП», устройствами имитации работы размагничивающих устройств на надводном корабле и подводной лодке. Его отличие от известных состоит в том, что обучающимся наглядно представлена вся цепочка работы РУ: от назначения, тактико-технических данных отдельных элементов регуляторов тока, находящихся в конкретном отсеке корабля, до настройки и эксплуатации всего размагничивающего устройства в целом.
Учебный стенд измерения и анализа гидроакустического поля корабля, в отличие от существующих, имеет в своём составе анализатор спектра будущего, позволяющий использовать компьютерную технику для накопления и обработки измеренного гидроакустического сигнала от корабля.
Аналогов учебного стенда для изучения методов и средств защиты кораблей по электрическому и низкочастотному электромагнитному полям, имеющего в своём составе аппаратуру «Каскад», «М-151», в настоящее время в России не существует. На данном стенде курсанты могут не только отрабатывать умения и навыки по эксплуатации находящейся на вооружении ВМФ техники, а также выполнять научные работы по исследованию физики электрохимических процессов коррозии металлов, источников и путей распространения электрического и низкочастотного электромагнитного полей.

## Тактическая маскировка кораблей — основная решаемая научная проблема
Е. И. Якушенко осуществляет научное руководство решением крупной проблемы — тактическая маскировка кораблей и береговых объектов, имеющей важное значение для боеготовности Военно-Морского Флота России.
Целью научных исследований по решению проблемы тактической маскировки кораблей ВМФ является разработка направлений, методов, приёмов и способов маскировки сил и объектов флота в войнах и локальных конфликтах XXI века в условиях возрастания влияния информационной составляющей на вооружение противоборствующих сторон.
Для достижения поставленной цели сформулированы и решаются следующие задачи:
1. Анализ содержания маскировки как одного из видов обеспечения боевых действий, её роли и места в деятельности сил ВМФ в мирное и военное время;
2. Анализ возможностей средств разведки и оружия противника, реагирующих на параметры ФПК;
3. Анализ опыта войн и вооружённых конфликтов в области развития техники маскировки, организации маскировочных работ, отражения этих вопросов в уставах, руководствах и наставлениях;
4. Разработка и обоснование направлений, методов, приёмов скрытия (ослабления) демаскирующих признаков кораблей и береговых объектов флота;
5. Определение и обоснование рационального содержания подготовки курсантов в военно-морских институтах по вопросам маскировки кораблей (объектов).

В этом же направлении сформирована научная школа Е. И. Якушенко. Внесена в реестр научных школ Российской Федерации за номером НШ 08022013.14. Под его руководством защищены восемь кандидатских и одна докторская диссертация, осуществляется научное руководство подготовкой трёх диссертаций на соискание учёной степени кандидата технических наук. Е. И. Якушенко является членом экспертного совета ВАК РФ по проблемам флота и кораблестроению.
Е. И. Якушенко поддерживает тесные научные связи со многими ведущими организациями в области проектирования, строительства и эксплуатации кораблей ВМФ. Основные из них: ЦКБ МТ «Рубин», ЦНИИ им. Крылова, СПБ МТ «Малахит», ЦНИИ ТС, ЦКБ «Алмаз», НИИЭФА, ИПУ РАН им. В. А. Трапезникова, ОАО «Концерн ЦНИИ „Электроприбор“».
Областью его научных исследований являются также вопросы эксплуатации и проектирования средств магнитной защиты подводных лодок.
С использованием научных результатов Е. И. Якушенко и при его непосредственном участии рассчитана и изготовлена магнитомеханическая модель заказа «Лада». Исследования магнитомеханического гистерезиса модели, проведённые на базе ЦНИИ им. акад. А. Н. Крылова по разработанной Е. И. Якушенко программе, позволили повысить эффективность, спрогнозировать характер изменений защиты по магнитному полю подводной лодки нового поколения.

## Основные научные результаты, полученные за последние пять лет, опубликованные в журналах РАН
1. Модель магнитоупругого гистерезиса ферромагнитных тел сложной формы и её применение в бортовом информационно-измерительном комплексе контроля уровней физических полей подводных лодок (Проблемы машиностроения и надёжности машин, № 4, 2008. — С. 76-85);
2. Влияние упругой деформации сжатием, растяжением, кручением на распределение критических магнитных полей в стали 15ХН4Д (Дефектоскопия, № 2, 2010. — С. 3—13). Екатеринбург;
3. «Влияние жидких границ на обтекание крыла малого удлинения».(Журнал «Механика жидкости и газа», № 5, 2011. — С. 48—59).

В современных условиях Е. И. Якушенко активно работает по совершенствованию военно-морского инженерного образования.
Е. И. Якушенко избран 22 декабря 2011 года членом-корреспондентом РАН по отделению энергетики, машиностроения, механики и процессов управления по специальности «Процессы управления» (вакансия с ограничением по возрасту).
27-28 октября 2016 года общим собранием членов РАН согласно уставу РАН был избран действительным членом РАН в отделение энергетики, машиностроения, механики и процессов управления по специальности «Процессы управления, машиностроение» (вакансия с ограничением возраста кандидата на момент избрания в академики РАН — меньше 61 года).